# Брат (фільм, 1997)
Брат — художній фільм, кримінальна драма, бойовик. Четвертий фільм режисера Олексія Балабанова. Перша частина дилогії (продовження у фільмі «Брат 2») про героя 1990-х Данила Багрова, роль якого зіграв Сергій Бодров-молодший.
Фільм включений у список "100 головних російських фільмів за версією журналу «Афіша». Бодров і Балабанов отримали гран-прі фестивалю «Кінотавр» (1997) як кращий актор і кращий режисер відповідно.

## Сюжет
Дія відбувається в середині 90-х років XX століття. Демобілізований з армії Данило Багров (Сергій Бодров) повертається в рідне містечко. Йдучи по вулиці, він чує пісню, яка тут же йому подобається і прямує запитати, хто її виконує. Своєю появою він ненавмисно зриває зйомки кліпу гурту Наутілус Помпіліус. Після бійки з охоронцями Данила опиняється у відділенні міліції. Його випускають, але обіцяють поставити на облік, якщо він не влаштується на роботу протягом тижня.
Життя провінціала здається йому безперспективним, і він під натиском матері вирушає до Санкт-Петербурга, де влаштувався його старший брат Віктор Багров (Віктор Сухоруков). Данило приїздить до Петербурга, але не застає брата в будинку. Попутно він рятує від рекетира вуличного торговця Гофмана (Юрій Кузнєцов) — зросійщеного німця, який згодом стає йому великим другом, а також знайомиться з пітерською тусовщицею-малоліткою на прізвисько Кет. Нарешті Данилові вдається знайти свого брата, але все виявляється не так безхмарно — старший брат, надія матері, став найманим вбивцею на прізвисько Татарин і нещодавно отримав нове замовлення від кримінального авторитета на прізвисько Круглий, любителя засуджувати народними приказками і прислів'ями, на вбивство звільненого Чечена — авторитету, що заправляє ринком. Круглого не влаштовують умови угоди, і він таємно наказує своїм людям влаштувати Віктору засідку, коли той буде виконувати замовлення, і вбити його.
Данило через Німця знімає маленьку кімнатку в квартирі ветерана-алкоголіка. Віктор, відчувши недобре, вирішує залучити до справи Данила і просить скоїти вбивство за нього. Данила береться за справу, успішно виконує роботу по вбивству Чечена на його (Чечена) власному ринку, але потрапляє в засідку, влаштовану людьми Круглого. В результаті поранений Данило ледве втікає від погоні, забравшись у вантажний трамвай. Вагоновод, дівчина Світлана, допомагає йому втекти. Пораненого Данилу виходжує Німець, і той, незабаром оговтавшись, відправляється шукати Світлану, щоб віддячити їй за порятунок. Згодом він закручує з нею роман, попри те, що вона одружена, хоча чоловік її регулярно лупцює. По ходу Данило не забуває відвідати концерт Наутіліуса зі Світланою, де він випадково зустрічає Кет і та залишає йому свій номер телефону.
На наступний день, прийшовши додому до Світлани, коли її ще не було, він вирішив почекати в квартирі, але замість неї додому прийшов її чоловік, якого Данило попередив, що якщо побачить його там ще раз, то вб'є. Через зіпсований настрій Данило дзвонить Кет і вирішує спробувати на смак тусового життя. Кет, яку цікавить тільки тусовка і гроші, тягне Данилу в клуб. Після дискотеки вони вирушають на приватну квартиру, де забивають не один косяк і де Данило знайомиться ближче з французом-іноземцем, якому він, у пориві сп'яніння, розповідає, що стане з усією «їх» «Америкою». Хвилинами пізніше Кет пропонує розплатитися з Данилом ніччю любові, так як не має наміру віддавати йому здачу з щедрою плати за організований тусовий відпочинок.
Наступним похмільним ранком у Данила дзвонить телефон: Віктор просить Данила виконати ще одне замовлення, і заради нібито хворого брата головний герой знову погоджується. Для виконання справи до нього приєднуються люди Круглого, разом з якими він бере в заручники кримінального боржника. В цей же час поверхом вище колектив пітерського андеграунду святкує чийсь день народження, один з гостей — режисер Степан — помилився поверхом і напоровся на засідку, і, так як тепер він є небажаним свідком, бандити беруть в заручники і його. Також через деякий час по дорозі на день народження в двері до Данила стукає сам його кумир — В'ячеслав Бутусов, якого Багров впізнає, що рятує Бутусова. Зацікавлений появою Бутусова Данило піднімається на поверх вище і потрапляє на день народження, де бачить безліч відомих у вузьких колах осіб, і на нього сходить умиротворення, так що він вирішує вбити не режисера Степана, як збиралися зробити бандити, а захистити його, убивши бандитів і тим самим відкривши полювання з боку організованої злочинності на свого брата Віктора (який покараний заслужено, так як за планом Татарина, самі бандити повинні були вбити Данила після цієї акції, а не він їх).
Після цього за Данилом відкривається полювання з боку людей Круглого; бандит по кличці «Кріт» недалеко від його будинку намагається влаштувати йому засідку і вбити його. Але він не потрапляє в Данила, а тільки в плеєр (ламаючи його), і Данило двома пострілами у відповідь вбиває кілера.
Круглий тим часом встигає відвідати Світлану, для залякування і більшої балакучості перед допитом його люди її б'ють і ґвалтують (сам Круглий цинічно коментує те, що відбувається, російськими прислів'ями). Ґрунтуючись на отриманій інформації, Круглий бере в заручники Татарина на його ж квартирі, погрожуючи розправою у випадку, якщо Віктор не приведе до них Данила і не поверне гроші. Віктор дзвонить братові нібито з тим, щоб той прийшов за винагородою, але Данило розуміє, що його брата змушують покликати його. Озброївшись обрізом, який він змайстрував з рушниці, купленої у сусіда-алкоголіка за $200, він приходить на квартиру до брата і вбиває Круглого з його людьми. Його брат плаче на грудях Данила сльозами гіркого жалю. Данило не тримає зла на нього, так як любить свого брата, і розуміє, що Віктор зрадив його під страхом смерті. Данила вважає, що брат став слабким під впливом грошей і великого міста, тому прощає йому зраду.
У результаті Данило, забравши гроші, що належать йому за виконання замовного вбивства на ринку і в квартирі, і попрощавшись з братом, розсудливо покидає місто. У фіналі картини головний герой прощається з тими, з ким встиг познайомитися в Пітері ближче всього. Він приходить до Світлани, щоб взяти її з собою, однак застає її разом з чоловіком, який б'є її. Данила калічить його пострілом в ногу. Світлана бачить, що через Данила її не тільки побили, зґвалтували, але і покалічили чоловіка. Вона каже, що не любить Данила і просить піти, проявивши співчуття до чоловіка. Данило йде, залишивши новий диск Наутілуса і гроші на лікування чоловіка. Він зустрічається з Кет в Макдональдсі, але та мало стурбована від'їздом Данила з Пітера, так як він для неї не є особливою людиною, а всього лише одним з багатьох, хто за неї платив. Данило зустрічається з німцем, міркує з ними про вплив великого міста на людей, а потім назавжди прощається, подякувавши Німцю за все. Данило їде на попутці до Москви.

## Додаткові факти
- Светр крупної в'язки, який носив Данило Багров, купила художниця Надія Васильєва в секонд-хенді за 35 рублів.[2]
- Перша зустріч героїв Бодрова і Сухорукова відбувається в знаменитому «Будинку Адаміні».
- Гру Grand Theft Auto IV російськомовні шанувальники жартома називають «Брат 3» через схожість сюжету, часткову схожість характеру персонажів та їх дій.
- Світлана Письмиченко для ролі Світлани спеціально навчалася водінню трамвая.

## Ляпи
- Коли видужалий Данило виходить з дому, — на ньому синя куртка, а коли приходить в магазин за дисками, — на ньому пальто.
- У той час, коли Круглий розпитує Світлану про її попутника Данила (зйомка ведеться через вікно трамвая, який веде Світлана) у вікно видно відображення камери та людину зі знімальної групи.
- Данило та Світлана пішли на концерт Наутілуса «Акустика», який проходив 2 і 3 березня 1996 року, хоча дія фільму відбувається в 1997 році — це можна зрозуміти по настінному календарю, який висить у кімнаті Світлани. Пізніше Данило подарував жінці диск з альбомом «Яблокитай», що вийшов 1997 року.

## У ролях
- Сергій Бодров — Данила Багров
- Віктор Сухоруков — Віктор Сергійович Багров
- Світлана Письмиченко — Світлана (водій трамваю)
- Марія Жукова — Кет
- Юрій Кузнєцов — Гофман (німець)
- Ірина Ракшина — Зінка
- Сергій Мурзін — Круглий
- Анатолій Журавльов — нервовий бандит
- Андрій Федорцов — Стьопа
- Ігор Шибанов — міліціонер
- Марія Жукова — «тусівниця» Кет, наркозалежна

## Нагороди
- 1997 — Гран-прі кінофестивалю «Кінотавр».
- 1997 — Нагорода «Silver Hugo» Чиказького міжнародного кінофестивалю за найкращу чоловічу роль (Сергій Бодров).
- Спеціальний приз журі та приз FIPRESCI на міжнародному фестивалі в Турині, такі ж нагороди в Котбусі, гран-прі в Трієсті.

## Саундтрек
Композитором фільму був В'ячеслав Бутусов.
| #   | Назва                  | Виконавець         | Тривалість |
| --- | ---------------------- | ------------------ | ---------- |
| 1.  | «Во время дождя»       | Наутилус Помпилиус | 2:22       |
| 2.  | «Крылья»               | Наутилус Помпилиус | 4:05       |
| 3.  | «Нежный вампир»        | Наутилус Помпилиус | 3:50       |
| 4.  | «Воздух»               | Наутилус Помпилиус | 2:33       |
| 5.  | «Люди на холме»        | Наутилус Помпилиус | 3:39       |
| 6.  | «Хлоп-Хлоп»            | Наутилус Помпилиус | 3:38       |
| 7.  | «Матерь богов»         | Наутилус Помпилиус | 3:20       |
| 8.  | «Чёрные птицы»         | Наутилус Помпилиус | 4:16       |
| 9.  | «Зверь»                | Наутилус Помпилиус | 9:38       |
| 10. | «Три царя»             | Наутилус Помпилиус | 4:57       |
| 11. | «Люди на холме (демо)» | Наутилус Помпилиус | 14:50      |
| 12. | «Летучий фрегат»       | Настя              | 4:57       |
| 13. | «Даром»                | Настя              | 14:50      |

## Сиквел
Балабанов одразу планував зняти трилогію: за його задумом другий фільм мав був знятий в Москві, в той час як третій вже в Америці. Однак, під час написання сценарію вирішив об'єднати їх в один фільм.